# Nassau megye (New York)
Nassau megye az Amerikai Egyesült Államokban, azon belül New York államban található. Megyeszékhelye Mineola, legnagyobb városa Hempstead. Lakosainak száma 1 395 774 fő (2020. április 1.). Nassau megye Suffolk, Queens, Westchester, Bronx County és New York megyékkel határos.

## Népesség
A megye népességének változása:
| Lakosok száma | 55 448 | 83 930 | 1 357 429 | 1 341 048 | 1 345 260 | 1 348 283 | 1 352 146 | 1 361 350 | 1 395 774 |
|               | 1900   | 1910   | 2009      | 2010      | 2011      | 2012      | 2013      | 2015      | 2020      |